# لودویگ گوسینگ
لودویگ گوسینگ (آلمانی: Ludwig Gössing؛ زادهٔ ۱۳ مهٔ ۱۹۳۸) سوارکار اهل آلمان بود.